# Fukomys
Fukomys é um gênero de roedor da família Bathyergidae. Kock e colaboradores (2006), elevaram a gênero, contendo todas espécies antigamente presentes no gênero Cryptomys, exceto pelo C. hottentotus.

## Espécies
- Fukomys amatus (Wroughton, 1907)
- Fukomys anselli (Burda, Zima, Scharff, Macholán e Kawalika, 1999)
- Fukomys bocagei (de Winton, 1897)
- Fukomys damarensis (Ogilby, 1838)
- Fukomys darlingi (Roberts, 1895)
- Fukomys foxi (Thomas, 1911)
- Fukomys kafuensis (Burda, Zima, Scharff, Macholán e Kawalika, 1999)
- Fukomys mechowi (Peters, 1881)
- Fukomys micklemi (Chubb, 1909)
- Fukomys ochraceocinereus (Heuglin, 1864)
- Fukomys whytei (Thomas, 1897)
- Fukomys zechi (Matschie, 1900)